# Кахи Асатиани
Кахи Асатиани (на грузински: კახი ასათიანი; на руски: Кахи Асатиани) е съветски футболист и треньор. Майстор на спорта на СССР (1967). Почетен треньор на Грузинска ССР (1978).

## Кариера
Асатиани е юноша на Динамо Тбилиси, в който прекарва цялата си кариера. В продължение на много години е един от водещите играчи на отбора. Между 1968 и 1972 г. играе в националния отбор на СССР. Прекратява кариерата си на 28 години - не успява да се възстанови след сериозна контузия, получена в мач с Арарат Ереван през 1973 г.
През 1973 г. завършва Грузинския селскостопански институт. Между 1978 и 1982 г. работи в Динамо Тбилиси, а през 1987 г. (до август) е старши треньор. През 1990 г. е председател на Съюза на футболните ветерани от Грузия. От декември 1990 до септември 2000 г. е председател на департамента по спорт в Грузия.
На 20 ноември 2002 г. Кахи Асатиани е застрелян в колата си пред входа на къщата си в Тбилиси. Разследването разкрива, че убийството е направено по поръчка и е добре планирано.